# Puerto Rico a 2000. évi nyári olimpiai játékokon
Puerto Rico az ausztráliai Sydneyben megrendezett 2000. évi nyári olimpiai játékok egyik részt vevő nemzete volt. Az országot az olimpián 10 sportágban 29 sportoló képviselte, akik érmet nem szereztek.

## Atlétika
Férfi
| Versenyző                                                       | Versenyszám     | Előfutam | Előfutam | Előfutam | Elődöntő | Elődöntő | Elődöntő | Döntő   | Döntő    |
| Versenyző                                                       | Versenyszám     | Idő      | Hely.    | Össz.    | Idő      | Hely.    | Össz.    | Idő     | Helyezés |
| --------------------------------------------------------------- | --------------- | -------- | -------- | -------- | -------- | -------- | -------- | ------- | -------- |
| Osvaldo Nieves Rogelio Pizarro Jorge Richardson Félix Fernández | 4 × 100 m váltó | 40,12    | 7.       | 32.      | kiesett  | kiesett  | kiesett  | kiesett | kiesett  |

Női
| Versenyző                                             | Versenyszám     | Előfutam | Előfutam | Előfutam | Döntő   | Döntő    |
| Versenyző                                             | Versenyszám     | Idő      | Hely.    | Össz.    | Idő     | Helyezés |
| ----------------------------------------------------- | --------------- | -------- | -------- | -------- | ------- | -------- |
| Militza Castro Sandra Moya Beatriz Cruz Maritza Salas | 4 × 400 m váltó | 3:33,30  | 6.       | 18.      | kiesett | kiesett  |

## Cselgáncs
Férfi
| Versenyző       | Versenyszám | Selejtező         | 32-es főtábla                         | Nyolcaddöntő                            | Negyeddöntő       | Elődöntő          | Vigaszág első kör                    | Vigaszág negyeddöntő | Vigaszág elődöntő | Bronz- mérkőzés   | Döntő             | Helyezés    |
| Versenyző       | Versenyszám | Ellenfél Eredmény | Ellenfél Eredmény                     | Ellenfél Eredmény                       | Ellenfél Eredmény | Ellenfél Eredmény | Ellenfél Eredmény                    | Ellenfél Eredmény    | Ellenfél Eredmény | Ellenfél Eredmény | Ellenfél Eredmény | Helyezés    |
| --------------- | ----------- | ----------------- | ------------------------------------- | --------------------------------------- | ----------------- | ----------------- | ------------------------------------ | -------------------- | ----------------- | ----------------- | ----------------- | ----------- |
| Melvin Méndez   | Harmatsúly  | erőnyerő          | Girolamo Giovinazzo (ITA) · 0000-1000 |                                         |                   |                   | Henrique Guimarães (BRA) · 0000-0011 | kiesett              | kiesett           | kiesett           |                   | 13.         |
| Carlos Méndez   | Könnyűsúly  | erőnyerő          | Illyés Miklós (HUN) · 0000-0200       | kiesett                                 | kiesett           | kiesett           |                                      |                      |                   |                   |                   | helyezetlen |
| José Figueroa   | Váltósúly   | erőnyerő          | Cso Incshol (KOR) · 0001-1110         |                                         |                   |                   | Florian Wanner (GER) · 0000-1001     | kiesett              | kiesett           | kiesett           |                   | 13.         |
| Carlos Santiago | Középsúly   |                   | Luis René López (VEN) · 1001-0011     | Frédéric Demontfaucon (FRA) · 0001-0020 |                   |                   | Ruszlan Masurenko (UKR) · 0000-1000  | kiesett              | kiesett           | kiesett           |                   | 13.         |

## Műugrás
Női
| Versenyző           | Versenyszám        | Selejtező | Selejtező | Elődöntő | Elődöntő | Döntő   | Döntő    |
| Versenyző           | Versenyszám        | Pont      | Helyezés  | Pont     | Helyezés | Pont    | Helyezés |
| ------------------- | ------------------ | --------- | --------- | -------- | -------- | ------- | -------- |
| Angelique Rodríguez | Egyéni műugrás     | 235,47    | 27.       | kiesett  | kiesett  | kiesett | kiesett  |
| Angelique Rodríguez | Egyéni toronyugrás | 273,36    | 17.       | 408,30   | 18.      | kiesett | kiesett  |

## Ökölvívás
| Versenyző        | Versenyszám  | Selejtező                             | Nyolcaddöntő      | Negyeddöntő       | Elődöntő          | Döntő             | Helyezés |
| Versenyző        | Versenyszám  | Ellenfél Eredmény                     | Ellenfél Eredmény | Ellenfél Eredmény | Ellenfél Eredmény | Ellenfél Eredmény | Helyezés |
| ---------------- | ------------ | ------------------------------------- | ----------------- | ----------------- | ----------------- | ----------------- | -------- |
| Iván Calderón    | Papírsúly    | La Paene Masara (INA) · 5-10          | kiesett           | kiesett           | kiesett           | kiesett           | 17.      |
| Carlos Valcárcel | Légsúly      | Omar Narváez (ARG) · 6-12             | kiesett           | kiesett           | kiesett           | kiesett           | 17.      |
| Orlando Cruz     | Harmatsúly   | Hichem Blida (ALG) · 10-11            | kiesett           | kiesett           | kiesett           | kiesett           | 17.      |
| Miguel Cotto     | Kisváltósúly | Muhammadqodir Abdullayev (UZB) · 7-17 | kiesett           | kiesett           | kiesett           | kiesett           | 17.      |
| Rubén Fuchú      | Váltósúly    | Dorel Simion (ROU) · 1-16             | kiesett           | kiesett           | kiesett           | kiesett           | 17.      |

## Sportlövészet
Férfi
| Versenyző       | Versenyszám       | Selejtező | Selejtező | Döntő   | Döntő    |
| Versenyző       | Versenyszám       | Pont      | Helyezés  | Pont    | Helyezés |
| --------------- | ----------------- | --------- | --------- | ------- | -------- |
| Ralph Rodríguez | Sportpuska, fekvő | 578       | 52.       | kiesett | kiesett  |
| Roberto Carlo   | Skeet             | 118       | 32.*      | kiesett | kiesett  |

* - két másik versenyzővel azonos eredményt ért el

## Súlyemelés
Férfi
| Versenyző    | Versenyszám | Szakítás | Szakítás | Lökés    | Lökés    | Összesen | Helyezés |
| Versenyző    | Versenyszám | Eredmény | Helyezés | Eredmény | Helyezés | Összesen | Helyezés |
| ------------ | ----------- | -------- | -------- | -------- | -------- | -------- | -------- |
| Carlos Saurí | 77 kg       | 140,0    | 15.      | 165,0    | 15.      | 305,0    | 15.      |

Női
| Versenyző   | Versenyszám | Szakítás | Szakítás | Lökés    | Lökés    | Összesen | Helyezés |
| Versenyző   | Versenyszám | Eredmény | Helyezés | Eredmény | Helyezés | Összesen | Helyezés |
| ----------- | ----------- | -------- | -------- | -------- | -------- | -------- | -------- |
| Ruth Rivera | 69 kg       | 82,5     | 14.      | 105,0    | 13.      | 187,5    | 13.      |

## Torna
Férfi
| Versenyző     | Versenyszám      | Selejtező | Selejtező | Döntő    | Döntő    |
| Versenyző     | Versenyszám      | Pontszám  | Helyezés  | Pontszám | Helyezés |
| ------------- | ---------------- | --------- | --------- | -------- | -------- |
| Diego Lizardi | Talaj            | 8,537     | 65.       | kiesett  | kiesett  |
| Diego Lizardi | Ugrás            | 9,137     | 63.       | kiesett  | kiesett  |
| Diego Lizardi | Korlát           | 8,275     | 79.       | kiesett  | kiesett  |
| Diego Lizardi | Nyújtó           | 9,150     | 65.       | kiesett  | kiesett  |
| Diego Lizardi | Gyűrű            | 9,162     | 61.*      | kiesett  | kiesett  |
| Diego Lizardi | Lólengés         | 8,000     | 78.       | kiesett  | kiesett  |
| Diego Lizardi | Egyéni összetett | 52,261    | 49.       | kiesett  | kiesett  |

* - egy másik versenyzővel azonos eredményt ért el

## Úszás
Férfi
| Versenyző         | Versenyszám    | Előfutam | Előfutam | Előfutam | Elődöntő | Elődöntő | Elődöntő | Döntő   | Döntő    |
| Versenyző         | Versenyszám    | Idő      | Hely.    | Össz.    | Idő      | Hely.    | Össz.    | Idő     | Helyezés |
| ----------------- | -------------- | -------- | -------- | -------- | -------- | -------- | -------- | ------- | -------- |
| Ricardo Busquets  | 50 m gyors     | 22,42    | 2.       | 6.       | 22,51    | 8.       | 15.      | kiesett | kiesett  |
| Andrew Livingston | 100 m pillangó | 55,03    | 3.       | 32.      | kiesett  | kiesett  | kiesett  | kiesett | kiesett  |
| Andrew Livingston | 200 m pillangó | 1:59,05  | 6.       | 15.      | 1:58,63  | 6.       | 13.      | kiesett | kiesett  |
| Arsenio López     | 100 m mell     | 1:04,02  | 1.*      | 34.*     | kiesett  | kiesett  | kiesett  | kiesett | kiesett  |
| Arsenio López     | 200 m vegyes   | 2:06,49  | 4.       | 34.      | kiesett  | kiesett  | kiesett  | kiesett | kiesett  |

* - egy másik versenyzővel azonos eredményt ért el

## Vitorlázás
Nyílt
| Versenyző                   | Versenyszám | Futam  | Futam | Futam | Futam | Futam | Futam | Futam | Futam | Futam  | Futam | Futam | Pontszám | Helyezés |
| Versenyző                   | Versenyszám | 1      | 2     | 3     | 4     | 5     | 6     | 7     | 8     | 9      | 10    | 11    | Pontszám | Helyezés |
| --------------------------- | ----------- | ------ | ----- | ----- | ----- | ----- | ----- | ----- | ----- | ------ | ----- | ----- | -------- | -------- |
| Quique Figueroa Pedro Colón | Tornádó     | (11,0) | 11,0  | 1,0   | 7,0   | 9,0   | 2,0   | 4,0   | 8,0   | (13,0) | 11,0  | 5,0   | 58,0     | 8.       |

## Vívás
Férfi
| Versenyző     | Versenyszám       | Selejtező                          | 32-es főtábla     | Nyolcaddöntő      | Negyeddöntő       | Elődöntő          | Bronz- mérkőzés   | Döntő             | Helyezés |
| Versenyző     | Versenyszám       | Ellenfél Eredmény                  | Ellenfél Eredmény | Ellenfél Eredmény | Ellenfél Eredmény | Ellenfél Eredmény | Ellenfél Eredmény | Ellenfél Eredmény | Helyezés |
| ------------- | ----------------- | ---------------------------------- | ----------------- | ----------------- | ----------------- | ----------------- | ----------------- | ----------------- | -------- |
| Jonathan Peña | Párbajtőr, egyéni | Uladzimir Pcsenyikin (BLR) · 11-15 | kiesett           | kiesett           | kiesett           | kiesett           | kiesett           | kiesett           | 36.      |